# Sedící dívka
Sedící dívka, nazývaná také Jarmila, je pískovcová skulptura v parku Kampa na ostrově Kampa na Malé Straně v Praze 1.

## Popis a historie díla
Sedící dívka je akt štíhlé dívky sedící na kameni, kterou vytvořil akademický sochař Jan Hána (1927–1994). Socha vznikla v roce 1958 nebo 1965 a od roku 1977 umístěna v parku Kampa. Skulptura je umístěna na nízkém kvádrovém soklu.
| Výška skulptury   | 160 cm           |
| Šířka skulptury   | 75 cm            |
| Hloubka skulptury | 85 cm            |
| Rozměry soklu     | 35 × 65 × 100 cm |

## Galerie

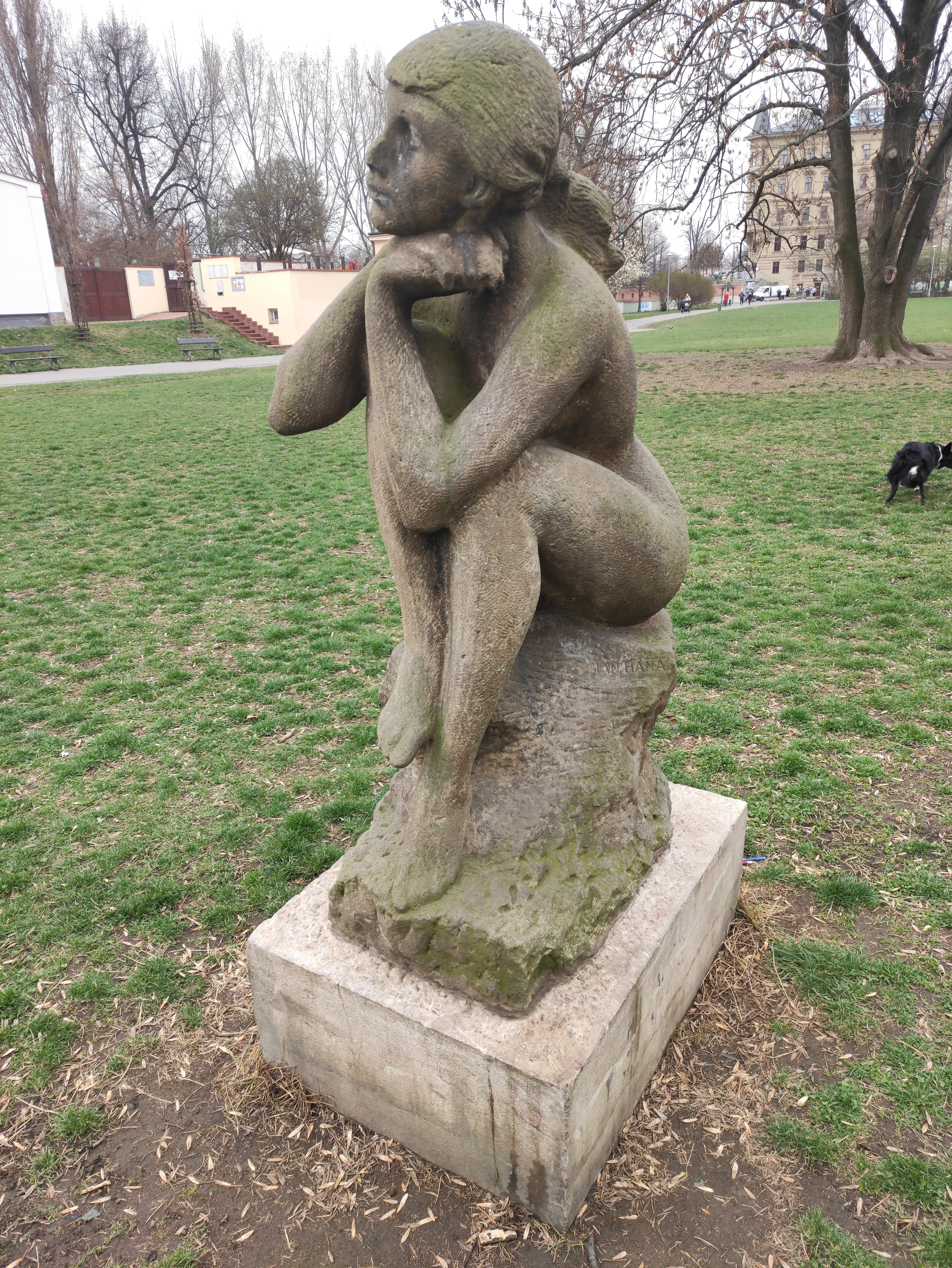
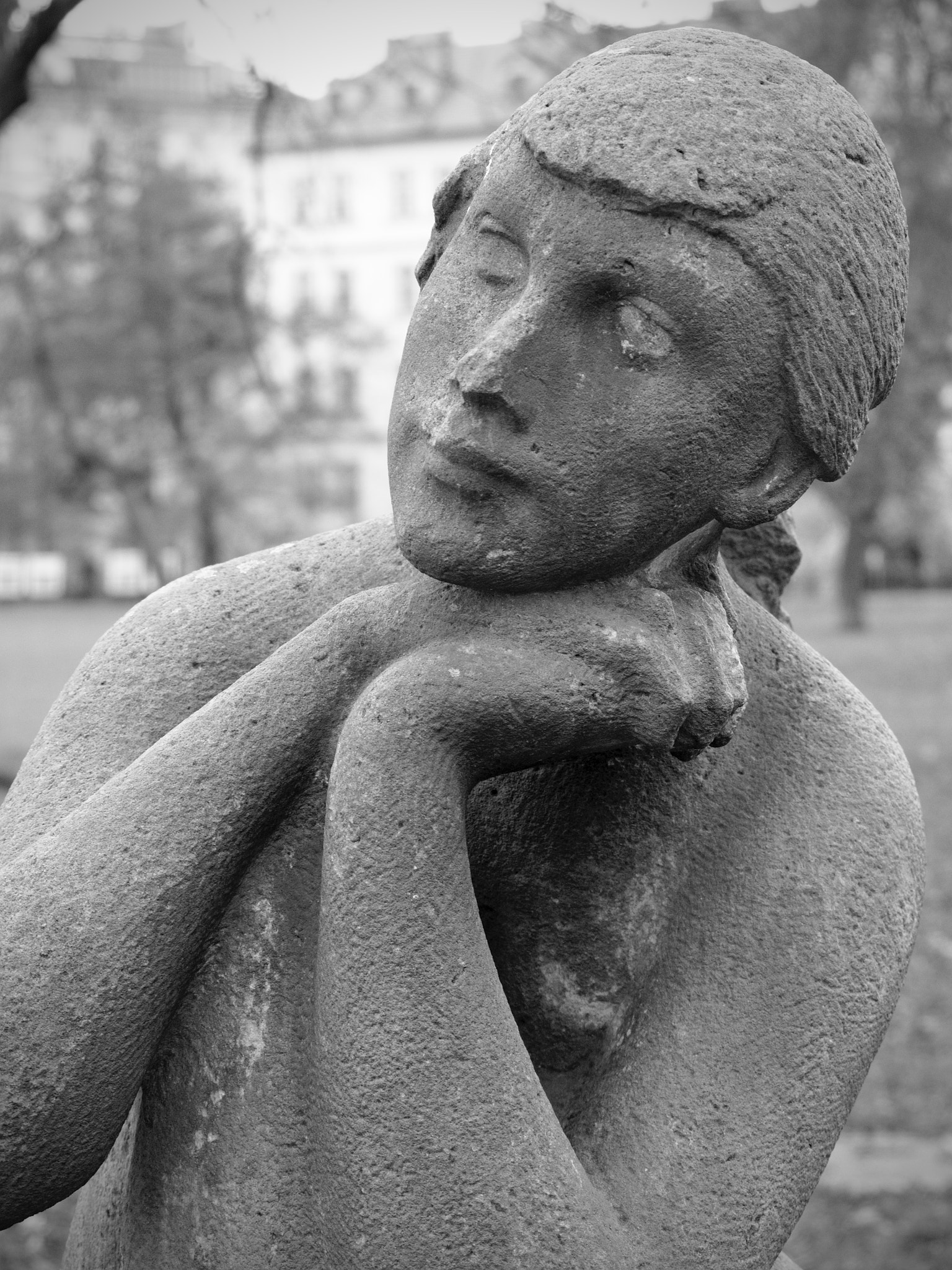
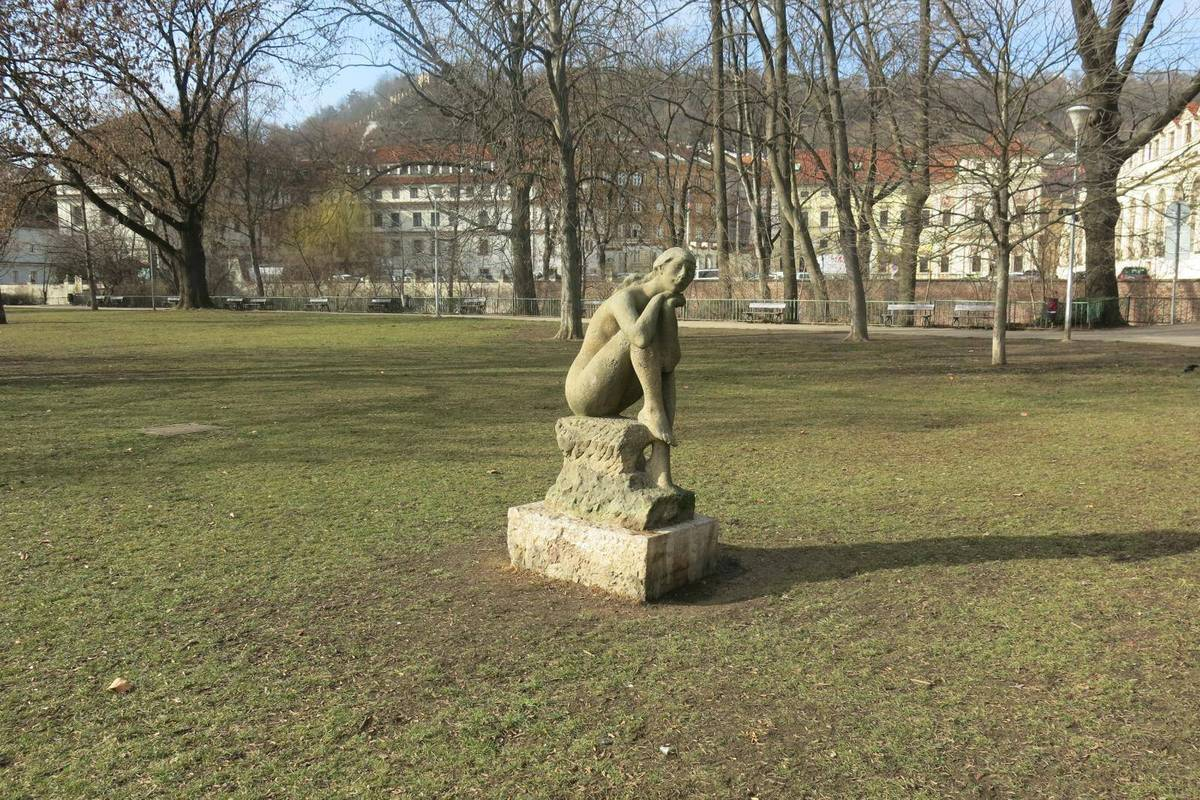